# Psammobates oculiferus
La tortuga de sabana o tortuga dentada (Psammobates oculifer) es una especie de tortuga y uno de los tres miembros del género Psammobates de la familia Testudinidae. Se encuentra en el sur de África: Botsuana, Namibia y Sudáfrica (del extremo occidental de Transvaal al noroeste del Estado Libre de Orange). El nombre común de la tortuga dentada es compartido por otra especie de tortuga, Kinixys erosa.